# 浜田智博
浜田 智博（はまだ ともひろ、1992年10月1日 - ）は、宮崎県宮崎市出身の元プロ野球選手（投手）。左投左打。
「チーム内に（濱田達郎と）浜田が2人いる」という事で、「九州の浜田」という理由から、現役時代のニックネームは「ハマ九（ハマキュウ）」だった。

## 経歴

### プロ入り前
宮崎工業高等学校では3年の選抜大会で甲子園に出場。1回戦では前橋工業を相手に2安打完封勝利。2回戦では広陵高等学校の有原航平と投げ合い、0-1でサヨナラ負けを喫した。
九州産業大学に進学後、3年春の九州工業大学戦で無安打無得点試合を達成。4年春の全日本大学野球選手権大会ではベスト8入りし、秋には明治神宮野球大会にも出場した。大学通算24勝8敗。

リーグ通算50試合、23勝8敗、防御率1.89、敢闘賞、最優秀投手各1回、ベストナイン2回。
2014年プロ野球ドラフト会議にて中日ドラゴンズから2位指名を受け入団。背番号は47に決まった。

### 中日時代
2015年4月10日に一軍登録され、4月19日の対広島東洋カープ戦の8回にプロ初登板。初打者となった新人の野間峻祥にプロ初本塁打を被弾するなど5連打を浴びて3失点し、試合後に悔し涙を流した。なお、新人投手がプロ初対戦打者の新人にプロ初本塁打を打たれたのは史上初だった。同年は即戦力として期待されながらも結局この1試合のみの登板に終わり、シーズンの大半を2軍で過ごした。契約更改では減額制限いっぱいとなる25%減の年俸で契約した。
2016年10月28日に、来季の契約を結ばないことが発表された。次年より育成選手として契約する予定であることも併せて発表された。
2017年7月7日、四国アイランドリーグplusの香川オリーブガイナーズにシーズン終了まで派遣されることが発表された。香川では20試合に登板して2勝1敗6セーブ、防御率0.55の成績だった。後期優勝した香川が前期優勝の徳島インディゴソックスと対戦したリーグチャンピオンシップでは3試合に登板し、うち香川が勝利した第2戦でセーブを挙げている。10月19日、11月25日から台湾で開催される2017アジアウインターベースボールリーグにおいて、NPBウエスタン選抜に選出されたが辞退となった。10月31日、自由契約公示されたが、育成選手として再契約した。
2018年と2019年も自由契約公示からの育成選手再契約を継続していたが、2020年11月3日、球団より戦力外通告を受けたことと、現役引退を表明したことが発表された。

### 現役引退後
2021年1月8日に中日と打撃投手兼記録ビデオ担当の球団スタッフとして契約した事が発表された。

## 選手としての特徴・人物

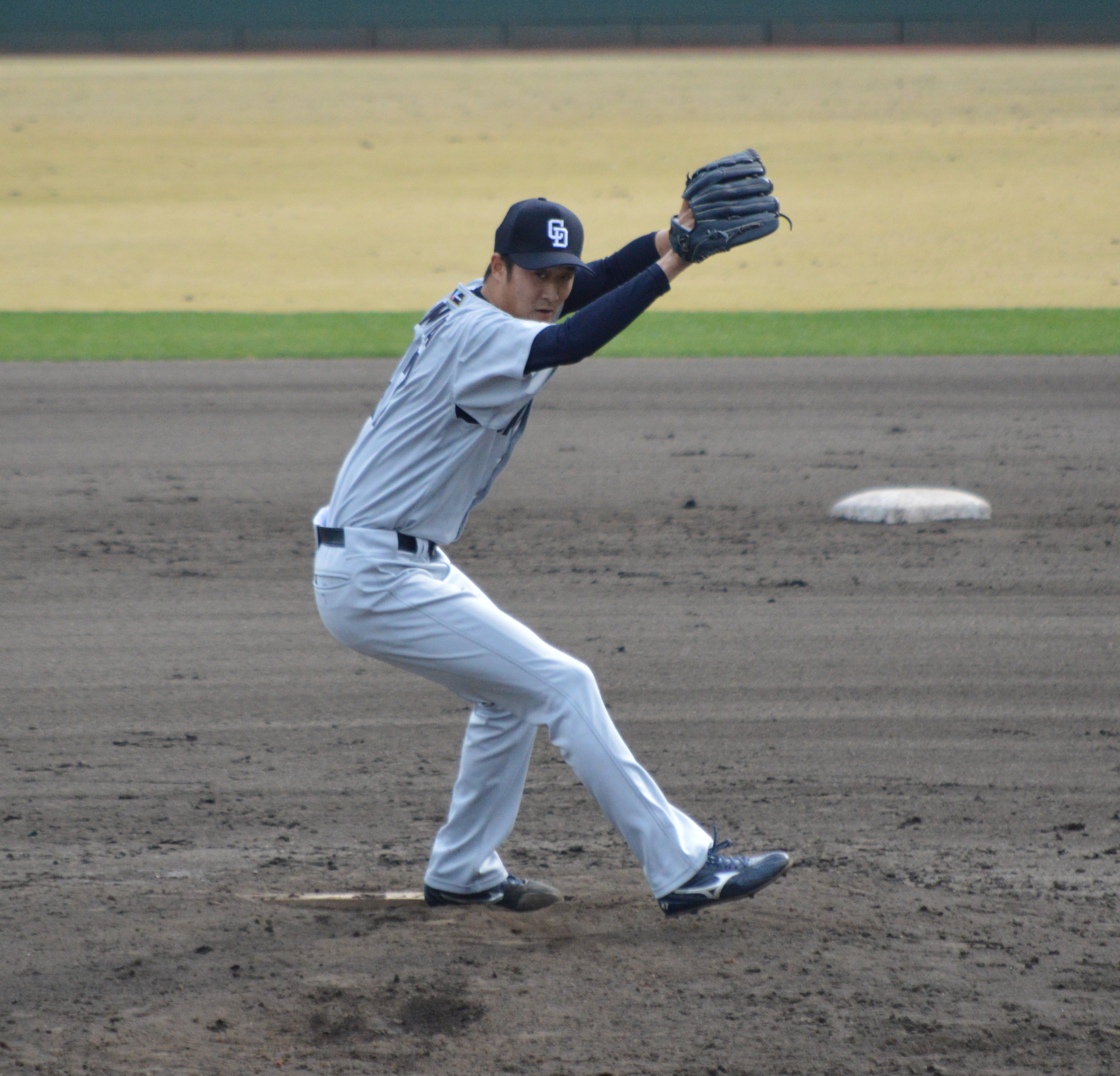
投球フォーム

テークバックをほとんど取らず、ワインドアップのモーションで上げた両腕をそのままの位置からリリースする変則フォームから、最速144km/hのストレートとスライダー、フォークボール、カーブを投げる。球の出所が見えづらく、タイミングが取りにくい独特のフォームは本人曰く「ボールに力を伝えようとしたら、こうなった」と中学時代に自ら生み出したもので、「バンザイ投法」と呼ばれている。このネーミングはドラフト指名後、サンデードラゴンズに出演した際に「本人公認」となった。
元々は読売ジャイアンツファンで、小学生の頃には巨人主催の野球教室に参加した経験を持つ。仮契約の際には「ドラゴンズにお世話になると決めました。巨人を倒して名古屋の方に認めていただきたい。その一心です」と決意を語った。

## 詳細情報

### 年度別投手成績
| 年 度    | 球 団    | 登 板 | 先 発 | 完 投 | 完 封 | 無 四 球 | 勝 利 | 敗 戦 | セ 丨 ブ | ホ 丨 ル ド | 勝 率 | 打 者 | 投 球 回 | 被 安 打 | 被 本 塁 打 | 与 四 球 | 敬 遠 | 与 死 球 | 奪 三 振 | 暴 投 | ボ 丨 ク | 失 点 | 自 責 点 | 防 御 率 | W H I P |
| -------- | -------- | ----- | ----- | ----- | ----- | -------- | ----- | ----- | -------- | ----------- | ----- | ----- | -------- | -------- | ----------- | -------- | ----- | -------- | -------- | ----- | -------- | ----- | -------- | -------- | ------- |
| 2015     | 中日     | 1     | 0     | 0     | 0     | 0        | 0     | 0     | 0        | 0           | ----  | 7     | 0.2      | 5        | 2           | 0        | 0     | 0        | 2        | 0     | 0        | 3     | 3        | 40.50    | 7.50    |
| NPB：1年 | NPB：1年 | 1     | 0     | 0     | 0     | 0        | 0     | 0     | 0        | 0           | ----  | 7     | 0.2      | 5        | 2           | 0        | 0     | 0        | 2        | 0     | 0        | 3     | 3        | 40.50    | 7.50    |

### 記録
- 初登板：2015年4月19日、対広島東洋カープ6回戦（MAZDA Zoom-Zoom スタジアム広島）、8回裏1死に3番手で救援登板、2/3回3失点、2被本塁打
- 初奪三振：同上、8回裏に石原慶幸から空振り三振
- 初登板で対戦した第一打者に被本塁打：同上、8回裏に野間峻祥から右越ソロ ※史上66人目

### 独立リーグでの投手成績
| 年 度     | 球 団     | 登 板 | 勝 利 | 敗 戦 | セ 丨 ブ | 完 投 | 完 封 | 無 四 球 | 投 球 回 | 打 者 | 被 安 打 | 被 本 塁 打 | 奪 三 振 | 与 四 球 | 与 死 球 | 失 点 | 自 責 点 | 暴 投 | ボ 丨 ク | 防 御 率 |
| --------- | --------- | ----- | ----- | ----- | -------- | ----- | ----- | -------- | -------- | ----- | -------- | ----------- | -------- | -------- | -------- | ----- | -------- | ----- | -------- | -------- |
| 2017      | 香川      | 20    | 2     | 1     | 6        | 0     | 0     | 0        | 32.2     | 130   | 25       | 0           | 33       | 6        | 1        | 3     | 2        | 3     | 0        | 0.55     |
| 通算：1年 | 通算：1年 | 20    | 2     | 1     | 6        | 0     | 0     | 0        | 32.2     | 130   | 25       | 0           | 33       | 6        | 1        | 3     | 2        | 3     | 0        | 0.55     |

### 背番号
- 47 （2015年 - 2016年）
- 202 （2017年 - 2020年）
- 113 （2021年 - ）
- 15 （2017年）※香川オリーブガイナーズでの背番号